# Edward Waring

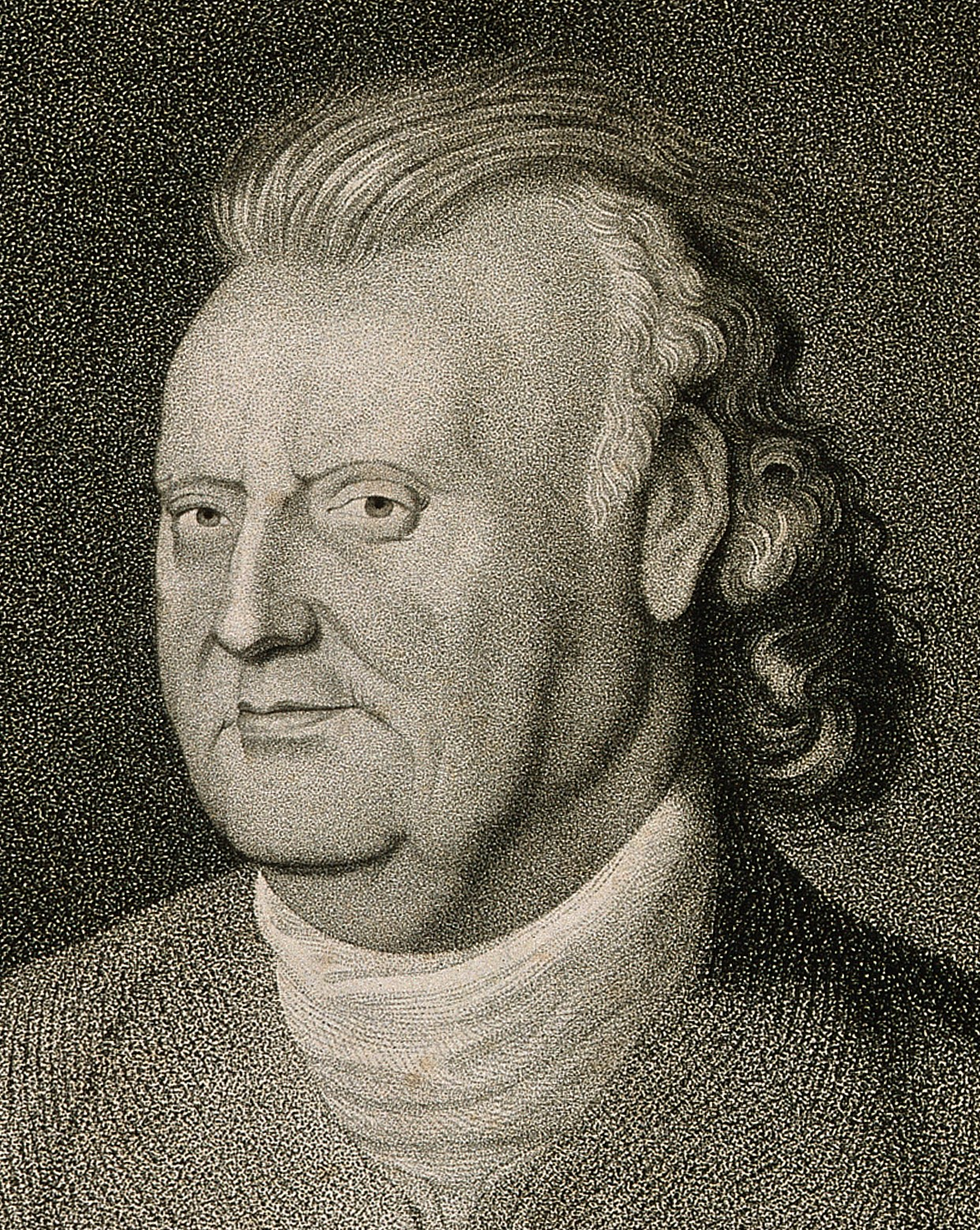
Edward Waring

Edward Waring (* 1736 in Old Heath nahe Shrewsbury; † 15. August 1798 in Pontesbury, Shropshire) war ein englischer Mathematiker.

## Leben
Waring war der Sohn eines Farmers in Mytton in Shropshire. Edward Waring besuchte die Schule in Shrewsbury und studierte ab 1753 am Magdalene College der Universität Cambridge, wo er zunächst Sizar war, also seinen Studienaufenthalt teilweise durch Dienstleistungen an anderen Studenten oder dem Lehrkörper abarbeitete, er hatte aber auch ein Stipendium gewonnen. Er fiel durch sein mathematisches Talent auf und war bei seinen Bachelor-Prüfungen 1757 Senior Wrangler (Bester). 1754 wurde er Fellow des Magdalene College. In den nächsten Jahren arbeitete er an seinem Hauptwerk Meditationes Algebraicae, von dem er das erste Kapitel an die Royal Society schickte und weitere Teile als Miscellanea Analytica zirkulieren ließ, als er sich um die Stelle des Lucasischen Lehrstuhls der Mathematik an der Universität Cambridge als Nachfolger von John Colson bewarb, den er von 1760 bis zu seinem Lebensende innehatte. Seine Ernennung mit nur 23 Jahren stieß auf Kritik und es entstand ein Austausch von Streitschriften (William Samuel Powell griff nach Moritz Cantor das erste Kapitel der Miscellanea Analytica wegen einiger unbedeutender Fehler an), Waring erhielt aber die Unterstützung von dem mit ihm befreundeten John Wilson vom Peterhouse College. Ebenfalls 1760 erhielt er seinen Master-Abschluss. Bei der Ernennung auf den Lucasischen Lehrstuhl gab er seine Fellowship am Magdalene College auf. Mit der Veröffentlichung seines Hauptwerks 1762 bewies er seine Stellung als Mathematiker ersten Ranges, was noch vorhandene Kritik verstummen ließ.
Waring studierte auch Medizin mit dem M.D. 1767 und praktizierte auch kurze Zeit in Krankenhäusern in London und am Addenbroke Hospital in Cambridge und zuletzt in einem Krankenhaus in St. Ives in Huntingdonshire. 1770 gab er das auf. Die Gründe dafür lagen wahrscheinlich darin, dass er sehr kurzsichtig war und von Natur aus sehr zurückhaltend. Er soll privat Sektionen in seinen Räumen in Cambridge durchgeführt haben.
1776 heiratete er Mary Oswell, mit der er zunächst in Shrewsbury wohnte und danach auf dem Hof von Waring in Plealey in Pontesbury. Nach zeitgenössischen Schilderungen verfiel er gegen Ende seines Lebens in einen Zustand tiefreligiöser Melancholie mit Zügen des Wahnsinns.
Er war im Board of Longitude.

## Werk
Waring galt als einer der bedeutendsten Mathematiker seiner Zeit in England, allerdings in einer Zeit als die Pflege der Analysis in England selbst im Niedergang begriffen war. Sein Hauptwerk Miscellanea Analytica erschien 1762 und wurde in der zweiten Auflage in Meditationes Algebraicae umbenannt. Darin werden Themen aus der Theorie der Gleichungen, also Algebra, Zahlentheorie und Geometrie behandelt. In dem Werk stellte er ohne Beweis eine Behauptung auf, die als Waringsches Problem bekannt ist und eine Verallgemeinerung des Vier-Quadrate-Satzes darstellt. In Warings Formulierung: Jede ganze Zahl ist Summe von nicht mehr als neun Kuben, ebenso ist jede Summe von nicht mehr als neunzehn vierten Potenzen und so weiter. Die Gültigkeit der von Waring aufgestellten Behauptung konnte erst 1909 von David Hilbert bewiesen werden. In der Theorie algebraischer Kurven klassifizierte er Quartiken (Kurven 4. Grades), wobei er zwölf Haupttypen unterschied mit einer weiteren Unterteilung in 84551 Fälle.
Sein Beitrag zur Theorie der Gleichungen sind einige der frühesten Beiträge zu dem was später als Galoistheorie bekannt wurde (Resolventengleichungen in der Algebra, Theorie symmetrischer Funktionen). So bewies er, dass sich rationale symmetrische Gleichungen der Wurzeln eines Polynoms sich als rationale Gleichung der Koeffizienten ausdrücken lässt (Aufbau symmetrischer Polynome aus elementarsymmetrischen). Formeln auf diesem Gebiet wurden auch nach ihm benannt. Er untersuchte auch die Kreisteilungsgleichung, formulierte einen Vorläufer des Satzes von Bézout und veröffentlichte als Erster die Goldbachvermutung (die vorher von Goldbach in einem Brief an Euler formuliert worden war, aber nicht veröffentlicht). Er gab Bedingungen für die Anzahl imaginärer Wurzeln von Gleichungen vierten und fünften Grades an (nach Cantor war er der Erste, der solche Bedingungen für die Gleichung fünften Grades aufstellte), wobei er eine von ihm erfundene Transformation anwendete. In den Meditationes algebraicae findet sich auch die erste (neuzeitliche) Erwähnung des Satzes von Wilson (John Wilson war ein Student von Waring).
Ein Resultat von Waring aus der Analysis hat eine enge Beziehung zum Satz von Rolle (Waringscher Satz). Von Waring stammen außer seinem Hauptwerk auch weitere Bücher. In der Analysis folgte er sowohl der Notation von Leibniz als auch der von Newton ohne sich für eine Seite zu entscheiden.
Waring hielt keine Vorlesungen, und auch seine Bücher zeigen seine Defizite als pädagogischer Vermittler seiner mathematischen Erkenntnisse. Seine algebraische Notation war umständlich und ließ ebenfalls sehr zu wünschen übrig, seine Bücher schwierig zu lesen und so war die Rezeption seines Hauptwerks auch in England beschränkt, worüber er sich in einem Brief an den königlichen Astronomen Nevil Maskelyne beklagte. Der Brief war eine Antwort auf eine Bemerkung von Jérôme Lalande in seiner Biographie von Condorcet (Mercure de France, 20. Januar 1796), in der er behauptete, es gäbe in England zurzeit keine erstklassigen Mathematiker. Waring hob hervor, dass sein Hauptwerk rund 300 bis 400 neue Sätze enthielt, mehr als bei jedem anderen zeitgenössischen englischen Mathematiker, und dass Leonhard Euler, Joseph-Louis Lagrange (der das Buch Meditationes algebraicae von 1770 in höchsten Tönen lobte)  und Jean-Baptiste le Rond d’Alembert sein Werk gepriesen hätten. In England dagegen hätte es dagegen – so Waring – anscheinend niemand außerhalb von Cambridge zur Kenntnis genommen.
Waring selbst hatte ein Exemplar der Miscellanea Analytica 1763 an Euler geschickt und Exemplare seiner Meditationes Algebraicae von 1770 an Euler, Lagrange, D'Alembert, Jean-Étienne Montucla, Étienne Bézout und Paolo Frisi, der als Einziger den Empfang bestätigte.
Sein letztes Buch von 1794 war der Philosophie gewidmet.

## Ehrungen und Mitgliedschaften
Waring wurde 1763 in die Royal Society aufgenommen und bekam 1784 die Copley Medal verliehen. 1795 trat er allerdings wieder aus, wobei er als Grund seine Armut angab. 1786 wurde er zum auswärtigen Mitglied der Göttinger Akademie der Wissenschaften gewählt. Er war auch Mitglied der Akademie der Wissenschaften in Bologna.

## Werke

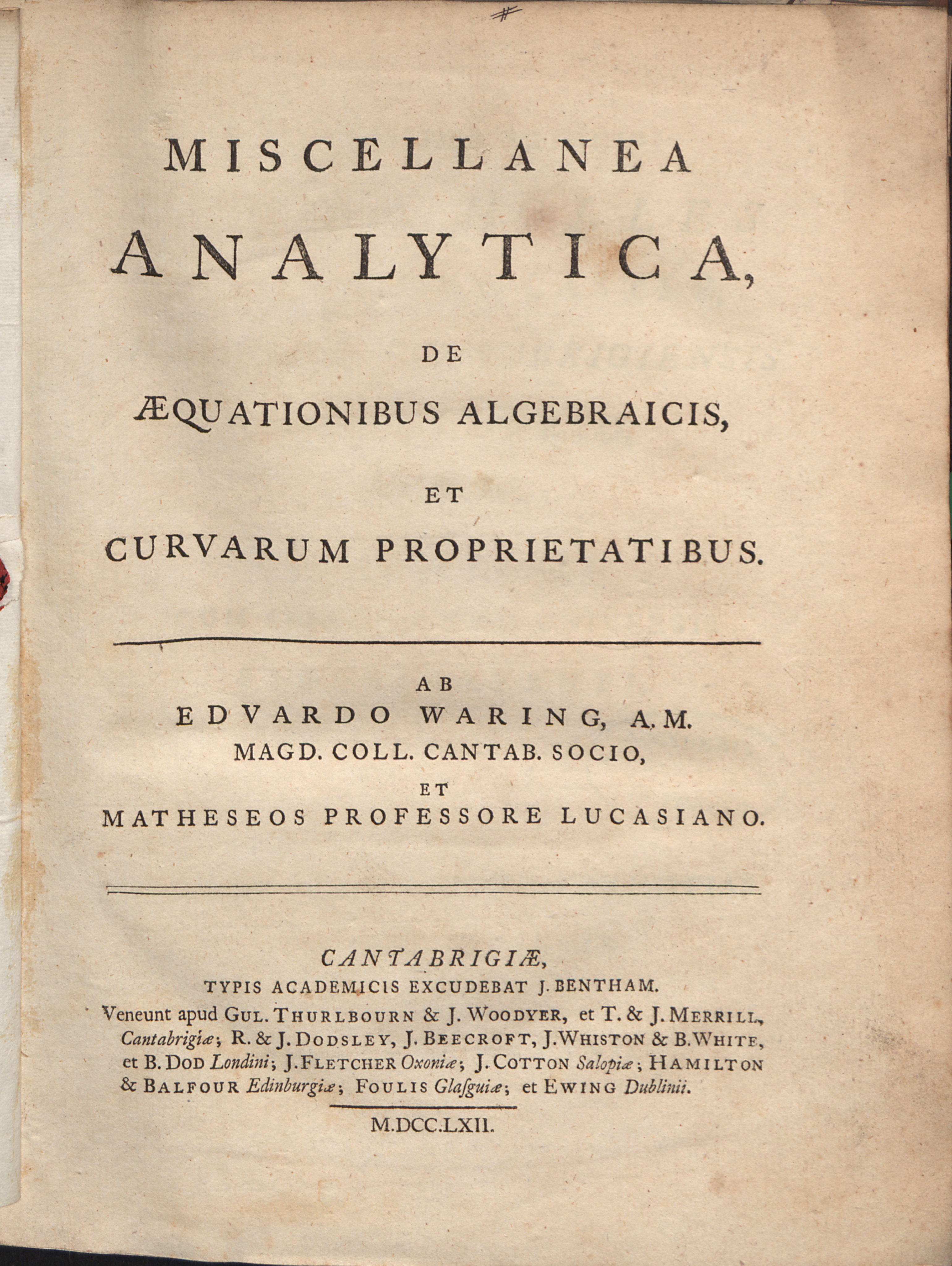
Miscellanea analytica, 1762

- Miscellanea Analytica, de aequationibus algebraicis et curvarum proprietatibus, Cambridge 1762, Archive
- Meditationes algebraicae, Cambridge 1770, erweiterte Auflage 1782, 3. Auflage 1783, Archive
- Proprietates algebraicarum curvarum, Cambridge 1772
- Miscellanea Analytica, Cambridge 1776, 2. Auflage 1785
- On the principles of translating algebraic quantities into probable relations and annuities, Cambridge 1792
- Essays on the principles of human knowledge, Cambridge 1794

Er veröffentlichte auch in den Philosophical Transactions of the Royal Society, zum Beispiel On the general resolution of algebraic equations, Band 69, 1779, S. 86–104.